# Hardtwaldstadion
O Hardtwaldstadion em Sandhausen é um estádio de futebol. Ele está localizado em uma área arborizada, no extremo sul da cidade, o Sportverein 1916 Sandhausen, manda seus jogos no estádio e também é dono do estádio. O nome do estádio refere-se à sua localização na periferia de Schwetzingen Hardt, a parte mais ao norte da floresta Hardt.